# Эппс, Омар
Ома́р Хаши́м Эппс (англ. Omar Hashim Epps, род. 20 июля 1973, Бруклин) — американский актёр, продюсер, композитор афро-арабского происхождения. Наиболее известен по роли доктора Эрика Формана в телесериале «Доктор Хаус».

## Ранние годы
Эппс был воспитан матерью-одиночкой, которая была директором школы. До того, как Омар начал сниматься, он читал рэп в группе Wolfpak, которая была создана им и его братом в 1991 году. Он начал писать сценарии в 10 лет, поступил в школу музыки и искусства Fiorello H. LaGuardia.

## Карьера
Омар чаще всего снимался в ролях, играя проблемного подростка или атлета. Эппс дебютировал в фильме «Авторитет» с рэпером Тупаком Шакуром.
Омар Эппс участвовал в нескольких эпизодах сериала «Скорая помощь» в роли доктора Денниса Гента, который умирает в эпизоде Night Shift после того, как его сбил поезд.
В 2005 и 2006 году был номинирован на NAACP Image Award как лучший актёр второго плана в сериале, и, наконец, получил её в 2007 году.
Эппс организовал собственную компанию Brooklyn Works Films. В ней Эппс выступает в качестве сценариста, продюсера и актёра.
Играл в таких фильмах как «Наперекор судьбе» вместе с Мэг Райан, «Альфи» вместе с Джудом Лоу и Сьюзан Сарандон, «Завтрак для чемпионов» вместе с Брюсом Уилисом и Ником Нолте, «Высшая лига 2» вместе с Чарли Шином, а также появлялся в фильмах «Крик 2» и «Брат якудзы» Такэси Китано. С 2004 по 2012 год снимался в популярном сериале «Доктор Хаус» в роли доктора Формана.
Эппс играет одну из главных ролей в сериале «Воскрешение», который вышел на ABC в сезоне 2013—2014 годов.

## Личная жизнь
Женат на Кейши Спиви, которая поёт в хип-хоп группе Total. Имеют двоих детей: дочь К’мари Мэй и сына Амира. Также у него есть дочь Айянна от предыдущих отношений.

## Фильмография
| Год       |     | Русское название                                        | Оригинальное название                                                    | Роль                  |
| --------- | --- | ------------------------------------------------------- | ------------------------------------------------------------------------ | --------------------- |
| 1988      | кор | Зелёная вспышка                                         | The Green Flash                                                          | Чарли                 |
| 1991      | с   | ABC Специально после школы                              | ABC Afterschool Specials                                                 | Дерон                 |
| 1992      | ф   | Авторитет                                               | Juice                                                                    | Куинси «Кью» Пауэлл   |
| 1992      | с   | Здесь и сейчас                                          | Here and Now                                                             | Кертис                |
| 1993      | с   | Улицы Правосудия                                        | Street Justice                                                           | Клинт                 |
| 1993      | тф  | Рассвет                                                 | Daybreak                                                                 | Хантер                |
| 1993      | ф   | Программа                                               | The Program                                                              | Дарнелл Джефферсон    |
| 1994      | ф   | Высшая лига 2                                           | Major League 2                                                           | Уилли Мейз Хейес      |
| 1995      | ф   | Высшее образование                                      | Higher Learning                                                          | Малик Уильямс         |
| 1996      | ф   | Не грози Южному централу, попивая сок у себя в квартале | Don’t Be a Menace to South Central While Drinking Your Juice in the Hood | Малик                 |
| 1996      | с   | Второй экран                                            | Screen Two                                                               | Кингсли               |
| 1996—1997 | с   | Скорая помощь                                           | ER                                                                       | доктор Деннис Гент    |
| 1997      | тф  | Впервые осуждённый                                      | First Time Felon                                                         | Грег Йанс             |
| 1997      | ф   | Крик 2                                                  | Scream 2                                                                 | Фил Стивенс           |
| 1998      | кор | —                                                       | Blossoms and Veils                                                       | Ти                    |
| 1999      | ф   | Отряд «Стиляги»                                         | The Mod Squad                                                            | Линк                  |
| 1999      | ф   | Завтрак для чемпионов                                   | Breakfast of Champions                                                   | Уэйн Хублер           |
| 1999      | ф   | Глухой квартал                                          | The Wood                                                                 | Майк                  |
| 1999      | ф   | На дне бездны                                           | In Too Deep                                                              | Джефф Коул / Джей Рид |
| 2000      | ф   | Любовь и баскетбол                                      | Love & Basketball                                                        | Куинси Макколл        |
| 2000      | ф   | Брат якудзы                                             | Brother                                                                  | Денни                 |
| 2000      | ф   | Дракула 2000                                            | Dracula 2000                                                             | Маркус                |
| 2001      | ф   | Парфюм                                                  | Perfume                                                                  | Джей Би               |
| 2002      | ф   | Большие неприятности                                    | Big Trouble                                                              | агент ФБР Алан Сейтц  |
| 2002      | тф  | Заключённый                                             | Conviction                                                               | Карл Апчерч           |
| 2004      | ф   | Наперекор судьбе                                        | Against the Ropes                                                        | Лютер Шоу             |
| 2004      | ки  | —                                                       | Def Jam: Fight for NY                                                    | О. И.                 |
| 2004      | ф   | Красавчик Алфи, или Чего хотят мужчины                  | Alfie                                                                    | Марлон                |
| 2004—2012 | с   | Доктор Хаус                                             | House, M.D.                                                              | доктор Эрик Форман    |
| 2009      | ф   | Один день из жизни                                      | A Day in the Life                                                        | О                     |
| 2014—2015 | с   | Воскрешение                                             | Resurrection                                                             | Мартин Беллами        |
| 2016      | ф   | Рождество Майерсов                                      | Almost Christmas                                                         | Малачи                |
| 2016—2018 | с   | Стрелок                                                 | Shooter                                                                  | Айзек Джонсон         |
| 2018      | ф   | Траффик                                                 | Traffik                                                                  | Джон                  |
| 2019      | ф   | Трюк                                                    | Trick                                                                    | детектив Майк Денвер  |
| 2019      | ф   | 3022                                                    | 3022                                                                     | Джон Лейн             |
| 2019—2020 | с   | Это мы                                                  | This Is Us                                                               | Дарнелл Ходжес        |
| 2020      | ф   | Опасная связь                                           | Fatal Affair                                                             | Дэвид Хаммонд         |

## Награды и номинации
| Награда                        | Год  | Категория                                       | Название работы    | Результат |
| ------------------------------ | ---- | ----------------------------------------------- | ------------------ | --------- |
| MTV Movie & TV Awards          | 2001 | Лучшая мужская роль                             | Любовь и баскетбол | Номинация |
| Премия Гильдии киноактёров США | 2009 | Лучший актёрский состав в драматическом сериале | Доктор Хаус        | Номинация |